# Мармолехо
Мармоле́хо (ісп. Marmolejo) — стратовулкан в Чилійсько-Аргентинських Андах, розташований на кордоні чилійського регіону Сантьяго і аргентинської провінції Мендоса, на південь від молодшого і активнішого вулкану Сан-Хосе. Мармолехо має висоту 6108 м над рівнем моря і є найпівденнішим шеститисячником світу.
На схилах Мармолехо знаходиться однойменний льодовик довжиною 20 км.
Перше сходження на гору 1928 року здійснила німецька експедиція у складі Себастьян Крюкеля, Альбрехта Мааса, Германа Саттлера.